# 河野由佳
河野 由佳（こうの ゆか、1981年9月30日 - ）は、日本の女優。神奈川県出身。以前はスペースクラフト・田辺エージェンシー・BESIDEを経て、MIYAZU ROOMに所属

## 来歴・人物
和光学園中学校・高等学校卒業。
子役時代は「弟のいるお姉ちゃん」を演じたことが多く、実生活でも弟が1人いる。ダンジョンVで共演していた斉藤拓実は弟と仲が良かったらしく、弟と共に成人後も交流が続いているとのこと。
2009年10月13日に設楽みのると結婚し、2011年5月13日に長女、2015年11月に次女を出産した。
血液型はA型。
2015年、自身のX（旧Twitter）アカウントにて休業およびアカウントの閉鎖を宣言。数年後には復帰予定とするも、2025年時点でも活動は再開されていない。ただし、娘と共に写った写真が夫のダンススクールのXアカウントにて公開されている。詳細は不明だが、休業宣言前の同年にダンジョンVで共演した瀬尾和寿が逮捕（その後引退）される事件があり、Xでもその事に対してショックを受けていたコメントをしていたため、休業およびアカウント閉鎖の一因になっていることが窺える。
長女である設楽乃愛は、現在は子役として舞台を中心に活動している。

## 出演

### テレビドラマ
- 日本一のツイてない男（TBS、1991年）
- if もしも 「花を愛するか宝石に生きるか」(CX、1993年)
- 炎立つ（1993年、NHK） - 茜 役
- 愛の劇場・ママじゃないってば!レギュラー 新庄美樹役（1994年、TBS系）
- 藏（1995年、NHK-BS2） - 烈（少女時代）役[9]
- カネボウヒューマンスペシャル 翼をもがれた天使たち  - みどり役  (主人公の娘) (1995年、NTV）
- NHK金曜時代劇 とおりゃんせ〜深川人情澪通り 第10話ゲスト おゆみ役 (1995年、NHK)
- ザ・シェフ 第8話「愛と死の残酷!!病める少女を救え神秘料理」ゲスト主役（1995年、NTV）
- 職員室（1997年、TBS） - レギュラー 千早杏子（女生徒）役
- ガラスの仮面2（1998年、テレビ朝日） - 草木広子役
- 熱血恋愛道 case10（1999年、NTV）- 佐和子 役
- 世にも奇妙な物語 春の特別編 (2001年)「友達登録」（2001年4月5日、フジテレビ）- フユミ（女子大生）役
- 名探偵キャサリン15（2006年8月7日、TBS系） - 浅川百葉（京友禅の絵師）役
- 逃亡者 おりん 第12話（2007年、テレビ東京系） - お民（村長の孫娘）役
- 女刑事みずき〜京都洛西署物語〜2 第3話（2007年、テレビ朝日系） - 石井恵里華（殺されたホステス）役
- 有閑倶楽部 第8話（2007年、NTV） - 婦警役
- 篝警部補の事件簿4（2008年、テレビ東京系）-池内の娘役
- 特命係長 只野仁 第33話 (2009年1月15日、テレビ朝日系)
- 新・警視庁捜査一課9係 第8話（2009年8月26日、テレビ朝日）
- 不毛地帯 第3話（2009年10月、フジテレビ）
- 相棒 Season 8 第16話（2010年2月17日、テレビ朝日） - 室井由香役

### バラエティ
- ダンジョンV（1993年 - 1994年、テレビ東京系） - ユカ

### テレビアニメ
- スーパードール★リカちゃん（1998年 - 1999年） - 主演・香山リカ

### 映画(電影)
- 四十七人の刺客（1994年、東宝） - 空 役
- トイレの花子さん（1995年、松竹） - 主演・水野冴子 役
- サラリーマン専科（1995年、松竹）
- サラリーマン専科 単身赴任（1996年、松竹）

### CM
- 久光製薬 サロンパスAe ヒラメ貼り篇（2007年 - ）
- 大関「清酒 大関」（2009年）
- アフラック「ブラックスワンのささやき テニススクール篇」(2014年)

### 舞台
- イマジンミュージカル 「トラップ一家物語」（1991年）アガーテ役
- 明治生命ミュージカルアニー（1992年） - アニー役
- 東宝 レ・ミゼラブル（2003年 - 2006年）- コゼット 役　帝国劇場　梅田芸術劇場　博多座　中日劇場　日生劇場
- 東京セレソンデラックス「口笛」岡安栞役（2005年）
- tpt「血の婚礼」少女役（2006年）
- ANDENDLESS「堕天・神殿」花君太夫役（2008年）
- tpt「ミステリア・ブッフ」（2008年）
- エステー　TOURSミュージカル 赤毛のアン（2007年8月、2013年8月）- ダイアナ・バリー 役
- おしん（2008年、2009年）はる役 新橋演舞場 御園座
- ネルケプランニング「オアシスと砂漠」倫子役（2009年）青山劇場
- 陽なた「empty record-からっぽ」（2014年）アルテリオ小劇場
- 「Ordinary Days」 クレア役（2014年）日暮里d倉庫
- 宇宙劇「ウレシパモシリ」聖役（2014年）ザムザ阿佐ヶ谷
- 陽なた「ちっぽけなタイヨウ」（2014年）日暮里d倉庫
- ミュージカル座「I HAVE A DREAM」フィリス役　(2015年) IMAホール